# 阿拉伊克·阿魯秋尼揚
阿拉伊克·弗拉基米尔·阿魯秋尼揚（1973年12月14日—），阿尔察赫共和国政治人物與經濟學家，曾任阿尔察赫总理與國民議會財政預算與經濟管理委員會主席。

## 就職總理後首次演說
阿魯秋尼揚就職總理後首次演說內容包括希望重振該國經濟、民主和社會正義，並承諾將採取緊急措施，包括“打擊腐敗、保護主義、氏族制度的鬥爭及社會邪惡”。

## 参选总统
在2020年阿尔察赫大选中当选总统。

## 卸任及逮捕
2023年纳戈尔诺-卡拉巴赫攻势结束后，阿拉伊克被阿塞拜疆政府逮捕，并被指控组织了恐怖主义犯罪。